# Granma (hajó)

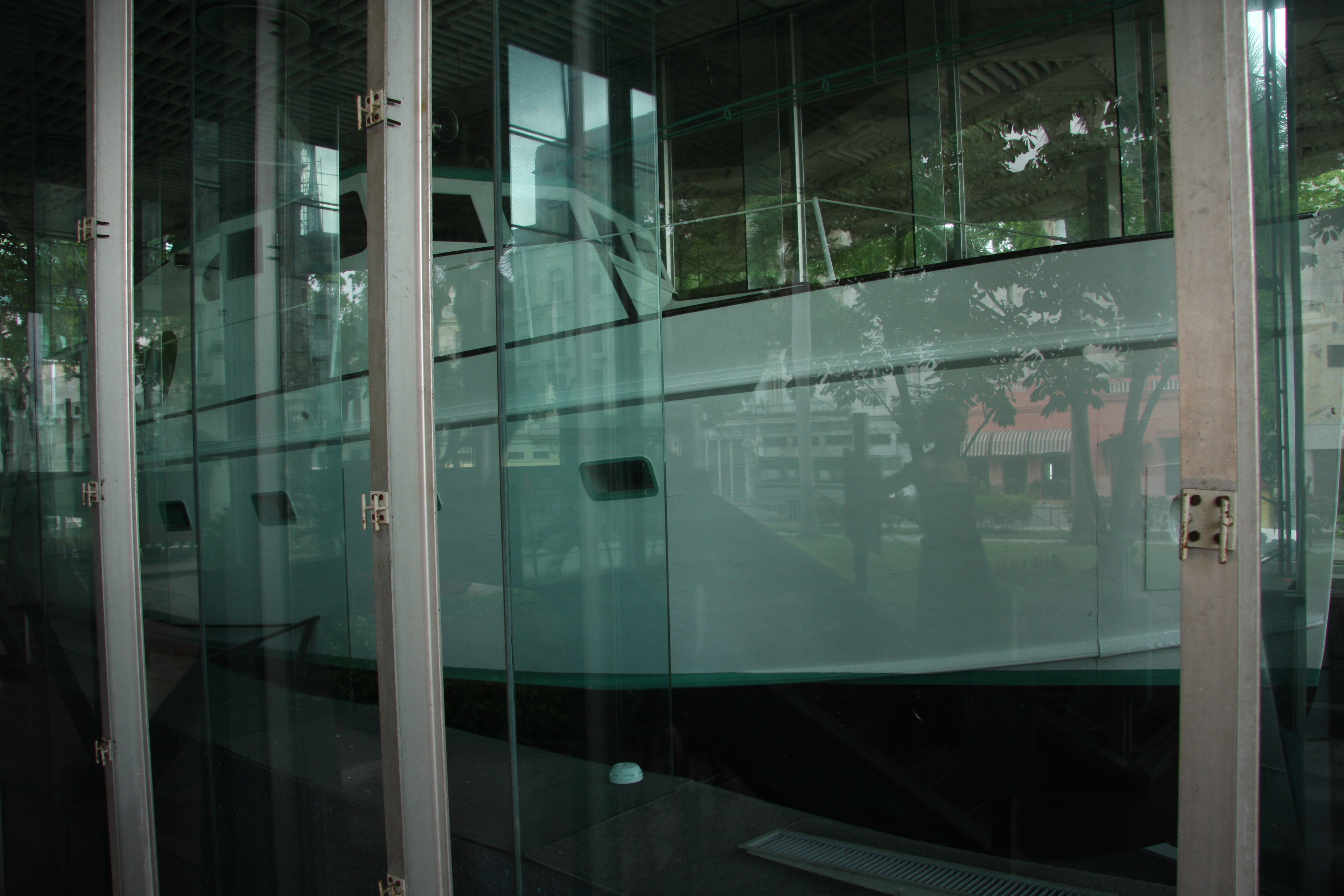
A kiállított jacht

A Granma egy jacht volt, amit a forradalmárok használtak a kubai forradalom idején 1956-ban, hogy Mexikóból Kubába utazhassanak. Ezt a 18 méter hosszú hajót 1943-ban építették, s 12 személy szállítására tervezték.

## Szerepe a forradalomban
1955-ben Fidel Castro elhagyta Kubát és a pénzügyi-katonai háttér kialakításán fáradozott. Kijelentette, hogy nem terrorizmust, hanem forradalmat akar, és bízik benne, hogy a tömegek mögé fognak állni. Bejelentette a sajtóban, hogy expedíciós hadsereget indít Kubába, hogy elűzze Batistát.
Fidel Castro 81 társával együtt a Granma (nagymama) nevű jachton Kuba partjainál Los Cayelos környékén, a sziget keleti részén szálltak partra 1956. december 2-án, hogy forradalmi gerillaharcot indítsanak a Sierra Maestrában. Kezdetben jelentős veszteségeket szenvedtek, az eredeti létszám 22-re apadt.
Az akcióban szintén részt vevő Che Guevara az akciókban eleinte orvosként vett részt, később fokozatosan egyre nagyobb szerepet vállalt a katonai vezetésben, és a kubai forradalom később legendássá vált alakjai közé emelkedett. Harcostársai magabiztos, vakmerő, önmagával és másokkal szemben is könyörtelen parancsnoknak tartották. Ő vezette 1958. december 31-én a gerillaháború egyik legsikeresebb, talán döntő hadműveletét, Santa Clara bevételét. 1959. január 1-jén Batista elmenekült, győzött a forradalom, Che és Raúl Castro diadalmasan vonulhatott be Havannába.